# Gloiogullmia
Gloiogullmia es un género de foraminífero bentónico de la subfamilia Allogromiinae, de la familia Allogromiidae, del suborden Allogromiina y del orden Allogromiida. Su especie tipo es Gloiogullmia eurystoma. Su rango cronoestratigráfico abarca el Holoceno.

## Clasificación
Gloiogullmia incluye a la siguiente especie:
- Gloiogullmia eurystoma